# Панов, Николай Иванович (полный кавалер ордена Славы)
Никола́й Ива́нович Панов (26 октября 1921 — 21 июля 1996) — участник Великой Отечественной войны, полный кавалер ордена Славы, артиллерист, командир орудия, лейтенант.

## Биография
Николай Панов родился в семье крестьянина Ивана Степановича Панова 26 октября 1921 года в селе Дёмино Солонешенского района, Алтайского края. Окончил 7 классов.
Перед службой в армии плотничал в Барнаульском лесхозе. В ноябре 1941 года 20-летний Николай Панов призван в армию. Закончил ускоренные курсы при 2-м Томском артиллерийском училище. В мае 1942 года направлен на фронт. В 1943 году вступил в ВКП(б)/КПСС. Сражался на 2-м и 1-м Белорусском фронтах. Принимал участие в сражениях на Курской дуге, в освобождение Белоруссии, Украины, Польши, в боях на территории Германии.

## Награждение орденом Славы 3-й степени
26 марта 1944 года сержант Николай Иванович Панов, командуя орудием 373-го артиллерийского полка (175-я стрелковая дивизия, 47-й армии, 2-го Белорусского фронта) в боях за город Ковель (Волынской области, Украина) во главе расчета прямой наводкой разрушил 3 дзота, поразил зенитную пушку с прислугой, 2 пулемёта и свыше 10 гитлеровцев. За мужество и отвагу проявленную в боях сержант Н. И. Панов 25 июня 1944 года был награждён орденом Славы 3-й степени (№ 95145).

## Награждение орденом Славы 2-й степени
16 января 1944 г. Панов находясь в том же боевом составе (1-й Белорусский фронт)командуя расчетом при форсировании реки Вислы (юго-западнее населенного пункта Новы-Двур-Мазовецки, Польша), под сильнейшим немецким обстрелом по льду переправил своё орудие на левый берег реки и огнём с открытой позиции поразил вражескую пушку, крупнокалиберный пулемёт, истребил 10 солдат противника, тем самым содействовал переправе стрелковых подразделений Красной армии. 22 февраля 1945 года Николай Панов был награждён орденом Славы 2-й степени (№ 7078).

## Награждение орденом Славы 1-й степени
5 марта 1945 года в бою юго-восточнее населенного пункта Грайфенхаген (ныне Грыфино, Польша) во главе расчёта отражал атаки противника, поразил 7 огневых точек и поразил свыше отделения живой силы противника.
14 апреля 1945 года восточнее города Врицен (Германия), находясь в боевых порядках стрелковых подразделений, вывел из строя вражеский миномёт, батарею и орудие, но в этом же бою был тяжело ранен.
Указом Президиума Верховного Совета СССР 31 мая 1945 года за образцовое выполнение заданий командования в боях с немецко-фашистскими захватчиками сержант Панов Николай Иванович награждён орденом Славы 1-й степени (№ 979), став полным кавалером ордена Славы.

## Жизнь в послевоенные годы
В мае 1946 года Николай Иванович Панов в звание лейтенанта был демобилизован из вооружённых сил СССР. Кроме орденов Славы награждён орденом Отечественной войны I степени, орденом Красной Звезды и множеством медалей. После службы в армии вернулся в Барнаул. Женился на Анастасии Васильевне Даниловой. В 1961 году окончил Барнаульский торговый техникум. Работал в торговой сети, затем помощником директора приборостроительного завода «Ротор». Имеет троих детей. Скончался Николай Иванович 21 июля 1996 года в Барнауле. Захоронен на Черницком кладбище г. Барнаула.

## Награды
- Орден Отечественной войны I степени
- Орден Красной Звезды
- Ордена Славы 1, 2, 3 степеней
- Медали, в том числе:
  - Медаль «За победу над Германией в Великой Отечественной войне 1941—1945 гг.»
  - Медаль «За боевые заслуги»

## Память
- В городе Барнауле на доме, где жил и умер Н. И. Панов установлена мемориальная доска.
- Форма увековечения — мемориальная доска на здании администрации с. Лебяжье, названа улица и площадь в с. Лебяжье. Имя увековечено на Мемориале Славы в г. Барнауле. Включен в Энциклопедию Алтайского края.